# Jaime Arrese
Jaime Arrese Arizmendiarrieta (Elgóibar, 8 de marzo de 1936 - Elgóibar, 23 de octubre de 1980) fue un político español y víctima del terrorismo.

## Biografía
Jaime Arrese Arizmendiarrieta fue alcalde y concejal de la localidad guipuzcoana de Elgóibar en el País Vasco (España). Fue asesinado el 23 de octubre de 1980 en su localidad natal a los 44 años. Estaba casado y era padre de dos hijos, de 14 y 17 años.
Jaime Arrese fue dirigente de UCD en Guipúzcoa. Fue alcalde de Elgóibar entre los años 1974 y 1977, y anteriormente concejal, desde el año 1971. El 13 de mayo de 1977 dimitió de su cargo de alcalde. Además de esto, fue elegido de las Juntas Generales de Guipúzcoa y según se decía iba a suceder en el Congreso de los Diputados a Marcelino Oreja. En las elecciones generales de 1979, ocupó el tercer puesto de la lista al Congreso de su provincia por UCD. Cuando se legalizó la ikurriña en el año 1975, fue el que la colocó por primera vez en el balcón del ayuntamiento de Elgóibar.
Jaime Arrese fue empleado de la empresa Arriola y Cía. donde desempeñaba tareas administrativas. Aficionado al deporte jugó de portero en el CD Elgóibar y en el Aurrerá de Ondárroa. También fue presidente de la asociación de padres del instituto de Elgóibar y durante la época en que fue alcalde realizó gestiones para la puesta en marcha de un Instituto de Bachillerato en Elgóibar. Apasionado de la música, trabajó también en pro de la banda de música, charanga y dulzaineros de Elgóibar.

### Asesinato
A las 14.45 del día 23 de octubre de 1980, Jaime Arrese se encontraba en el bar Iriondo de Elgóibar. Estaba tomando un café cuando irrumpieron los etarras Juan Carlos Arruti Azpitarte y José Luis Salegui Elorza. Tras apartar de un manotazo a uno de los clientes del establecimiento, dispararon siete tiros contra Jaime Arrese, de los cuales le alcanzaron dos en la cabeza, uno en el corazón y otro en el costado. En ese instante los clientes se arrojaron al suelo y los empleados se refugiaron en la cocina. Arrese quedó tendido sobre la barra y sangrando en abundancia. Los terroristas huyeron en un automóvil robado por los propios asesinos sobre las 12:30 de la mañana del mismo día del asesinato. Obligaron a su propietario a dirigirse al barrio de San Pedro de Elgoibar, donde le amordazaron y ataron a un árbol. El día después del asesinato de Jaime Arrese fue declarado jornada de luto y unas de 5000 personas se manifestaron silenciosamente en Elgóibar.
La autoría de este asesinato fue reivindicada por los Comandos Autónomos Anticapitalistas. Lo hizo un autodenominado portavoz de los mismos vía telefónica, llamando a la redacción de Egin poco después de las 9 de la noche del 23 de octubre de 1980. Sin embargo, la sentencia condenatoria considera que los dos terroristas que llevaron a cabo este asesinato obedecían órdenes de ETA. Juan Carlos Arruti Azpitarte fue condenado a 29 años de prisión mayor y a indemnizar económicamente a los herederos de la víctima. El terrorista no hizo frente a esta condena al declararse insolvente.